# Liutenghe
Liutenghe (în rusă Лютенге, în iakută Лүүтэҥкэ, transliterat: Lüüteŋke, învechit „Люютэнкэ”) este un râu din Republica Saha, Rusia. Este un afluent de dreapta al fluviului Lena și are o lungime de 140 kilometri (87 mi).
Pe malurile râului există o serie de formațiuni stâncoase⁠(d) neobișnuite, care sunt denumite Stâncile Turuuk Haia (Туруук Хайа) și reprezintă o arie protejată.

## Curs
Râul curge din Lacul Bîldanîanî, un mic lac cu o suprafață de 1 kilometru pătrat (0,39 mi2) situat în Podișul Lena⁠(d). Lungimea râului este de 140 km, iar bazinul său hidrografic are o suprafață de 1830 km².
Cursul său superior se află în partea de sud a ulusului Hangalas⁠(d), aproape de Autostrada A360 Lena, nu departe de granița cu ulusul Aldan⁠(d). Liutenghe curge aproximativ către sud-est și se varsă pe malul drept al Lenei (canalul Tas-Orius) la nord de satul Kerdiom⁠(d), vizavi de orașul Pokrovsk⁠(d) și la 1.577 kilometri (980 mi) de gura de vărsare a Lenei în Marea Laptev.
Râul Liutenghe îngheață între lunile octombrie și mai. Principalii afluenți ai săi sunt Kuon Kaceah, Berdighesteeh, Kedighe (Ulahan-Kuudalîî), Kuraanah, Eseleeh și Kuuduman.

## Afluenți
Afluenții râului Liutenghe sunt enumerați în ordine de la vărsare la izvor.
- 22 km: Kuon Kaceah (Куон-Качах)
- 54 km: Berdighesteeh (Бэрдьигэстээх)
- 72 km: Kedighe (Ulahan-Kuudalîî) (Кэдьигэ / Улахан-Куудалыы)
- 88 km: Kuraanah (Кураанах)
- 96 km: Eseleeh (Эсэлээх)
- 100 km: Kuuduman (Куудуман)
- 110 km: râu fără nume

## Galerie

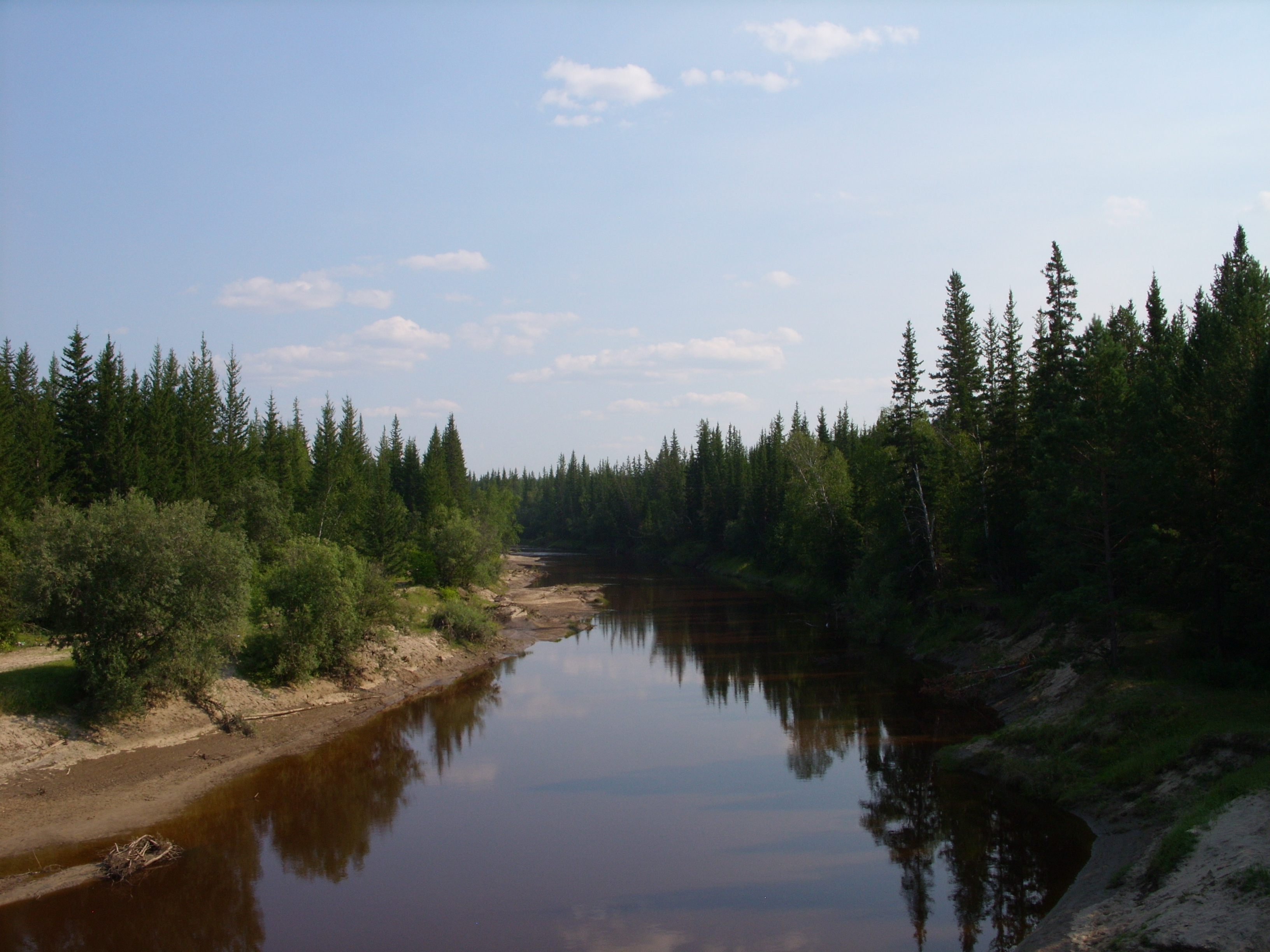
Râul Liutenghe
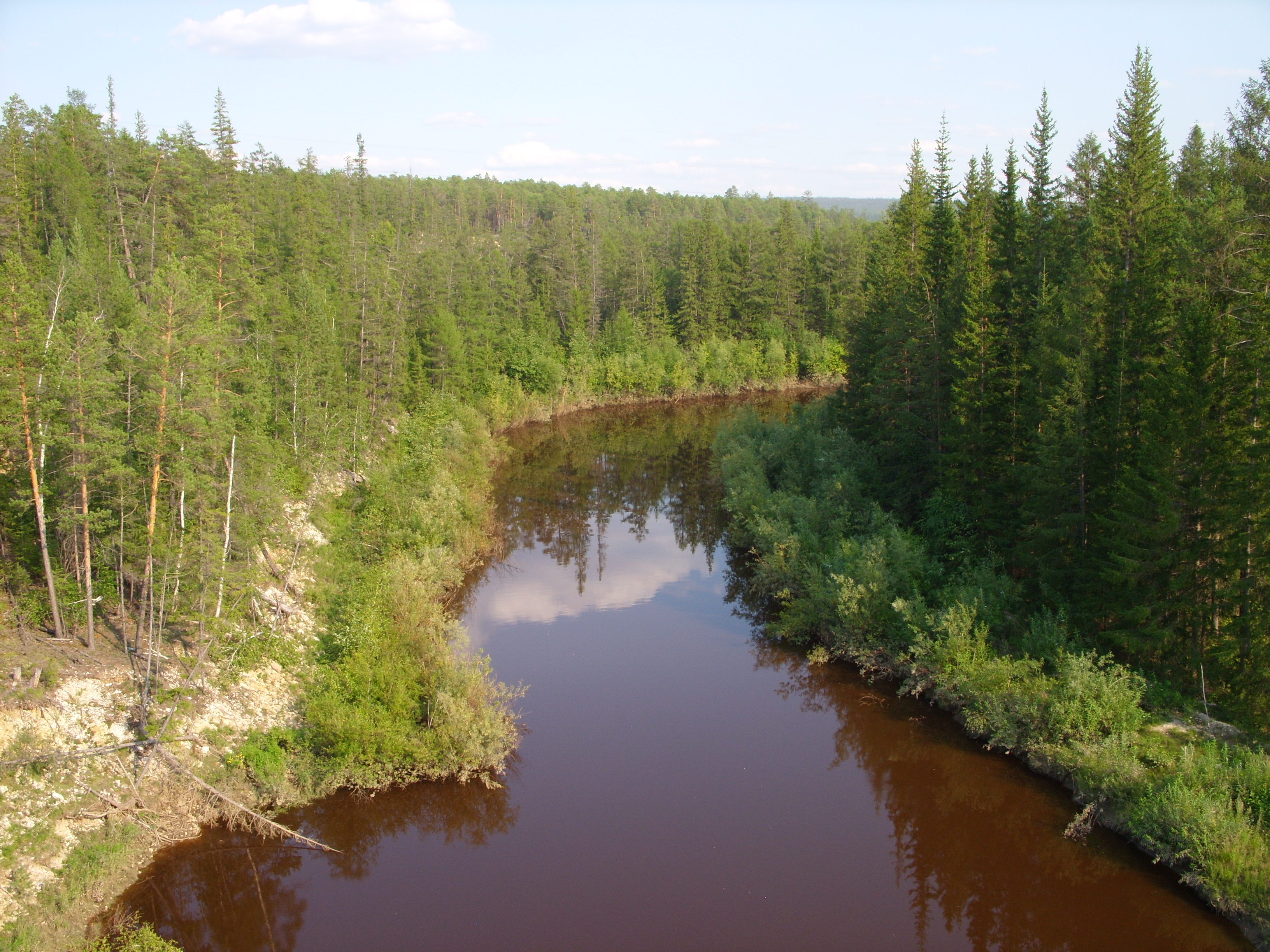
Râul Liutenghe
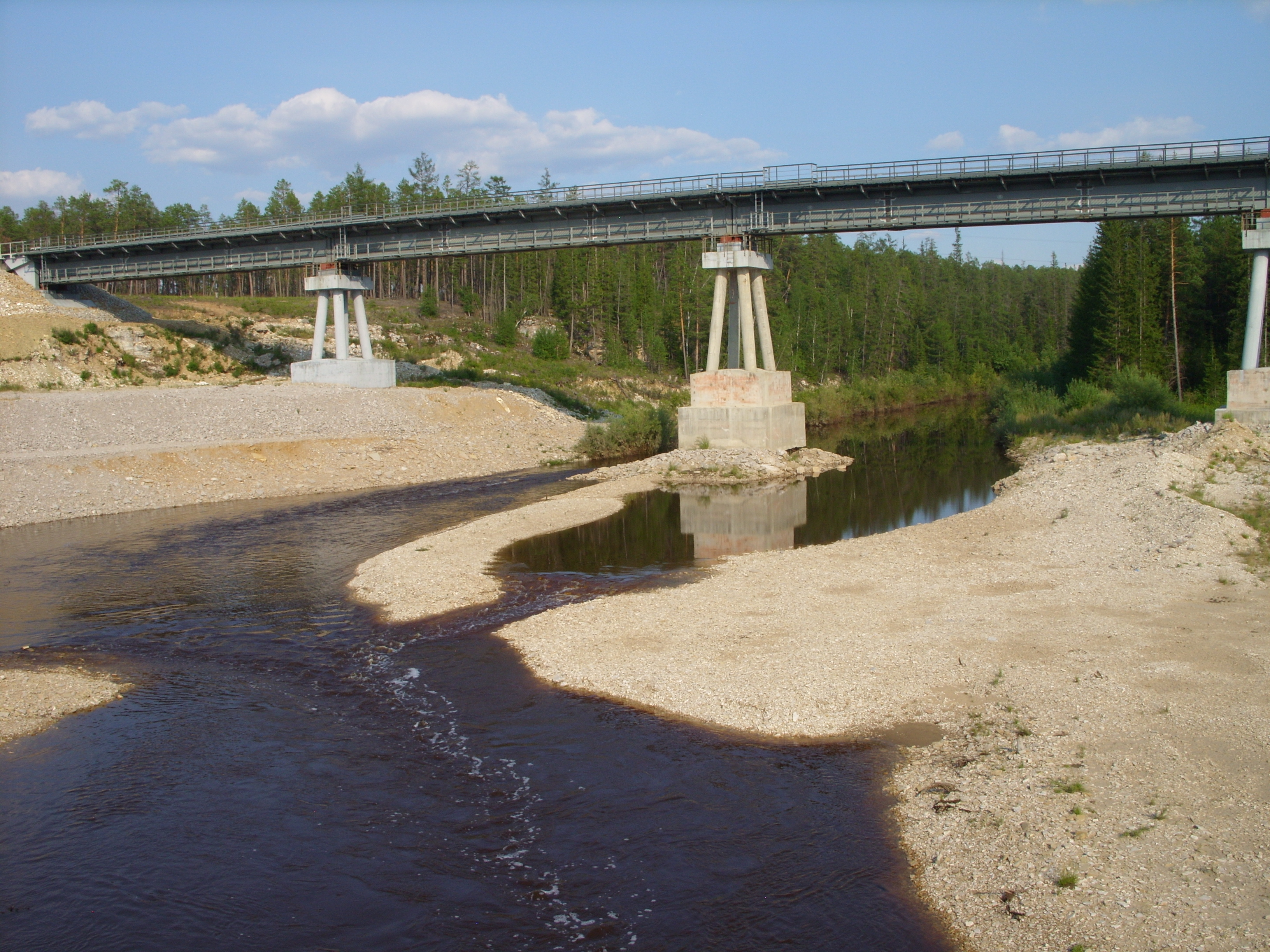
Pod feroviar peste râu
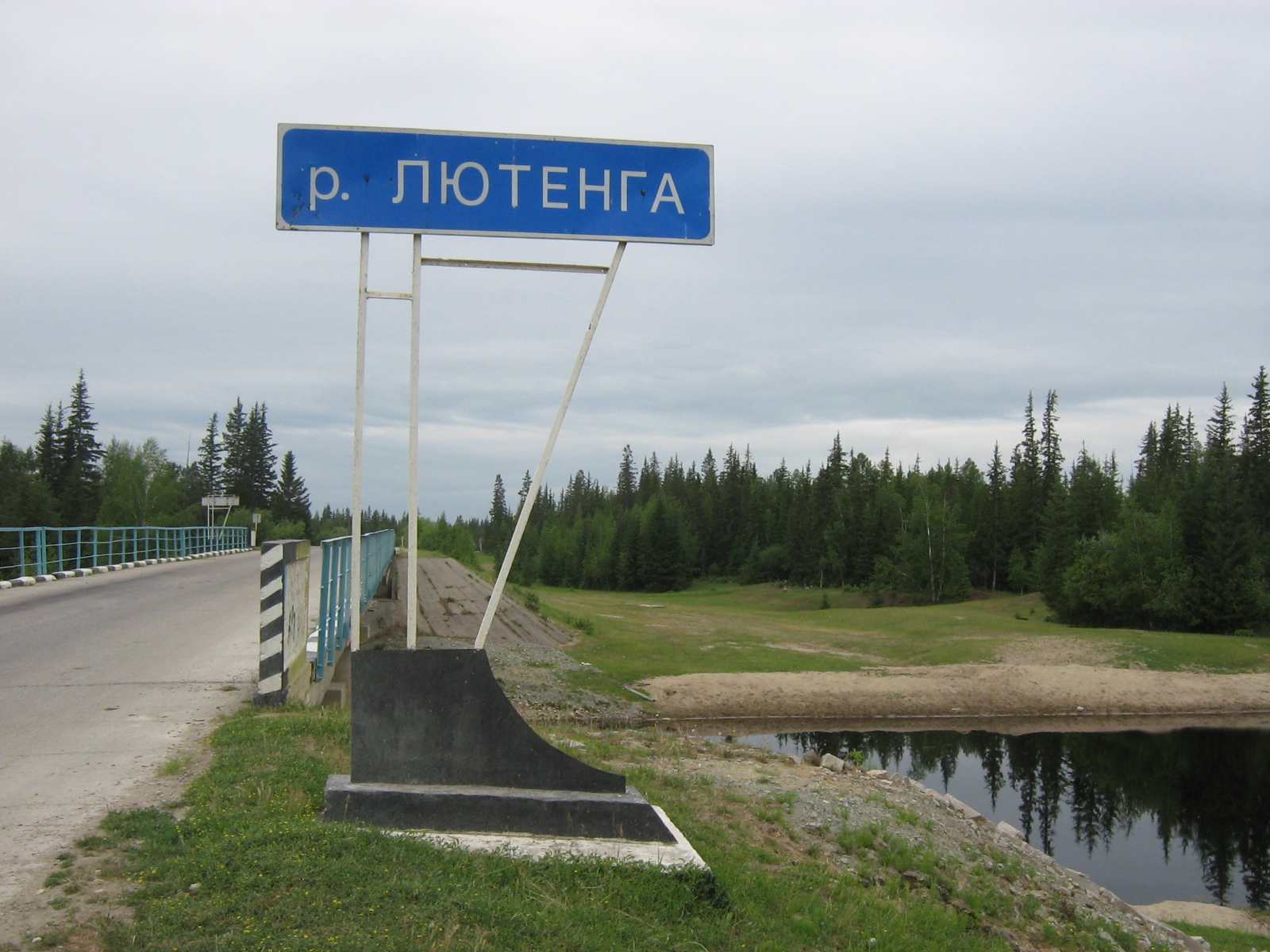
Pod rutier de pe Autostrada A360 Lena, care traversează râul
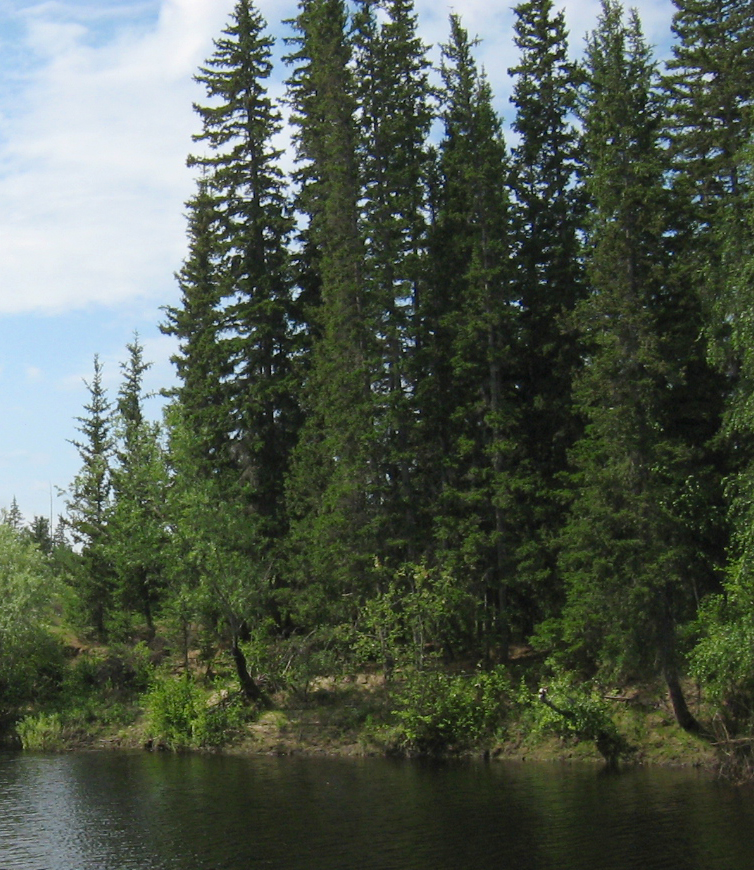
Molizi siberieni pe malul râului
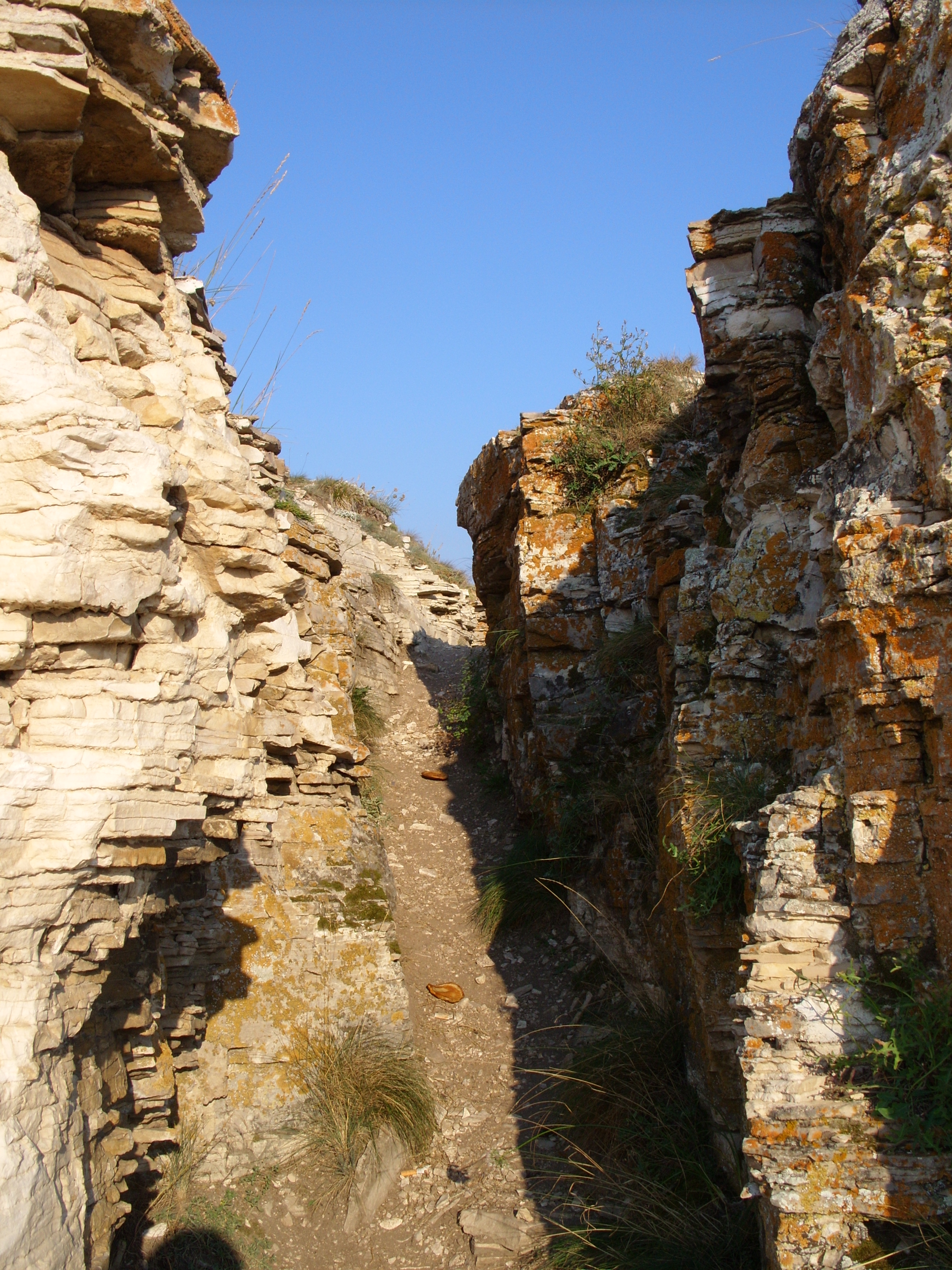
Stâncile Turuuk Haia de pe malul râului Liutenghe